# Panissage
Panissage is een plaats en voormalige gemeente in het Franse departement Isère in de regio Auvergne-Rhône-Alpes en telt 353 inwoners (1999). De plaats maakt deel uit van het arrondissement La Tour-du-Pin.

## Geschiedenis
Panissage is op 1 januari 2019 gefuseerd met de gemeente Virieu tot de gemeente Val-de-Virieu. 

## Geografie
De oppervlakte van Panissage bedraagt 4,9 km², de bevolkingsdichtheid is 72,0 inwoners per km².

## Demografie
Onderstaande figuur toont het verloop van het inwonertal.